# Epiophlebia laidlawi
Epiophlebia laidlawi (лат.) — вид стрекоз из реликтового рода Epiophlebia.

## Распространение
Известны из нескольких локусов в Гималаях. В 2015 году было установлено, что Бутан тоже входит в ареал вида.

## История изучения

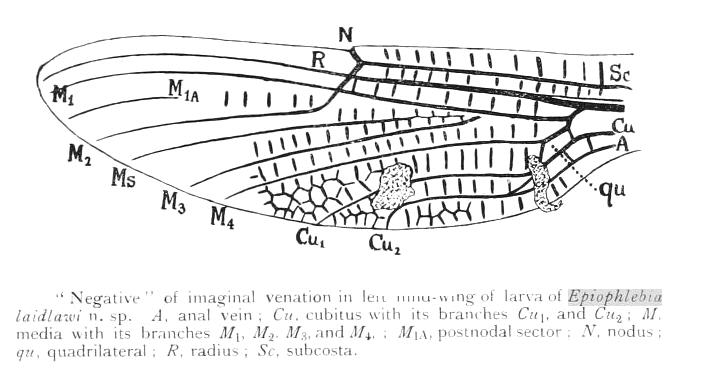
Сеточки на крыльях E. laidlawi

Впервые вид был описан по личинкам, собранным в речке в окрестностях индийского городка Сонада, что поблизости от Дарджилинга.

## Размножение
Самка откладывает яйца в одиночестве, самец не сопровождает её в это время. Взрослые особи живут на высотах 3000—3650 м, места размножения находятся несколько ниже.

### Интересный факт
Личинка растёт 6—7 лет, что, возможно, является самым долгим сроком среди всех стрекоз.